# Plac św. Katarzyny w Toruniu
Plac św. Katarzyny w Toruniu (w czasie zaboru pruskiego Wilhelmplatz) – plac położony w centrum Torunia.

## Historia
Plac został wytyczony po 1884 roku na terenie zajmowanym dawniej przez kurtynę między bastionami Kawaler Większy i Św. Katarzyny. Jego południowa pierzeja jest jednocześnie granicą Nowego Miasta i przebiega w przybliżeniu wzdłuż dawnej wewnętrznej linii murów obronnych. Na przełomie XIX i XX w. nadano mu nazwę placu Wilhelma (Wilhelmsplatz). W latach 1894–1897 w centrum placu stanął kościół ewangelicki dla gminy wojskowej, obecnie kościół św. Katarzyny.
W 1927 roku na skwerze przed kościołem odsłonięto pomnik Matki Boskiej wykonany przez Ignacego Zelka. Pomnik zniszczono w 1939 roku, został on zrekonstruowany w 2007. 11 listopada 1928 roku odsłonięto Pomnik „10-lecia Niepodległości”, według projektu Antoniego Mieszkowskiego. Monument miał kształt kolumny. Pośrodku znajdowało się popiersie Józefa Piłsudskiego oraz przylegające do niej po obu stronach tablice pamiątkowe. Na tablicach umieszczono płaskorzeźby przedstawiające polskiego orła oraz gryfa pomorskiego.

## Zabudowa
- w centrum placu kościół św. Katarzyny
- nr 3, dawna plebania gminy ewangelickiej z 1901 roku[6][7]
- nr 4, kamienica z przełomu XIX i XX wieku, dawna siedziba studia Pomorskiej Rozgłośni Polskiego Radia[8]
- nr 5, okazała kamienica z pocz. XX w. w stylu neorenesansu francuskiego
- nr 7, kamienica neorenesansowa z pocz. XX w.
- nr 9, Zespół Szkół nr 10[9]

Ponadto na rogu placu św. Katarzyny i ul. Leona Szumana mieści się Dom rodziny Szumanów, neoklasycystyczny budynek oddany do użytku w 1893 roku, gdzie mieścił się szpital założony przez Leona Szumana.

## Pomniki
- Pomnik Matki Boskiej Królowej Korony Polskiej, zrekonstruowany w 2007 roku[4].
- Pomnik ku czci dowódców Okręgu Pomorskiego Związku Walki Zbrojnej–Armii Krajowej, odsłonięty w 2008 roku[11]